# Ardisia congestiflora
Ardisia congestiflora är en viveväxtart som beskrevs av C.M.Hu. Ardisia congestiflora ingår i släktet Ardisia och familjen viveväxter. Inga underarter finns listade i Catalogue of Life.